# Путо (район, Шанхай)
Путо (кит.: 普陀區) — район Шанхая, КНР. Площа району 54.83 км², населення 845.339 (2003). Щільність населення 15.417 чоловік на км².
В районі Путо розташований Західний Шанхайський вокзал.
| Китай | Це незавершена стаття з географії КНР. Ви можете допомогти проєкту, виправивши або дописавши її. |

1. ↑  国务院第七次全国人口普查领导小组办公室 中国人口普查分县资料—2020 — 北京市: 中国统计出版社, 2022. — 983 с. — ISBN 978-7-5037-9772-9